# Чёрная (приток Альмы)
Чёрная (также Карасу ; укр. Чорна, крымскотат. Qarasuv, Къарасув) — река с истоком в Алуштинском городском округе Крыма, левый приток Альмы. В справочнике «Поверхностные водные объекты Крыма» Чёрной нет, но гораздо более подробное описание содержится в сборнике «Крымское государственное заповедно-охотничье хозяйство им. В. В. Куйбышева» 1963 года: длина реки — 3,5 км, площадь водосборного бассейна — 3,5 км², уклон реки — 38 м/км
Название, видимо, дано по горе Чёрная (1307 м), со склонов которого река и стекает, высота истока — 650 м. В низовье речки сооружён пруд, берегу которого был установлен деревянный дом охотника, привезённый из Карпат и собранный без единого гвоздя, ниже по течению расположена одноимённая туристическая стоянка. Впадает в Альму слева, на высоте 531 м.
Впервые река отмечена, как Карасу, на карте Петра Кеппена 1836 года, на современных картах обозначается, как Чёрная.